# Shaune Fraser
Pour les articles homonymes, voir Fraser.
Shaune Fraser, né le 29 mars 1988 à George Town, est un nageur caïmanais.

## Biographie
Son frère Brett Fraser est aussi un nageur actif au niveau international. Comme lui, il a nagé pour l'Université de Floride dans l'équipe des Florida Gators entre 2006 et 2010.
Il a participé aux Jeux olympiques de 2004 puis de 2008 où il a été porte-drapeau des Îles Caïmans.
En 2007, il remporte la médaille d'argent du 200 m nage libre aux Jeux panaméricains. Quatre ans plus tard, il remporte deux autres médailles dans cette compétition, de nouveau l'argent sur le 200 m nage libre et le bronze sur le 100 m nage libre.
En 2012, il participe aux Jeux olympiques de Londres et obtient des meilleurs classements : sur le 100 m nage libre où il finit 16e en demi-finales et sur le 200 m nage libre où il finit 20e en séries.